# Franz Wright
Franz Wright (Vienna, 18 marzo 1953 – Waltham, 14 maggio 2015) è stato un poeta e traduttore statunitense.

## Biografia
Nato a Vienna, Franz Wright si laureò all'Oberlin College nel 1977. Tra il 1976 e il 2015 pubblicò una ventina di raccolte di poesie, vincendo il Premio Pulitzer per la poesia nel 2004 per la raccolta Walking to Martha's Vineyard.
Suo padre era il poeta James Wright, anch'egli vincitori del Premio Pulitzer per la poesia; Franz e James Wright sono l'unica coppia padre-figlio ad aver vinto il premio.